# Ary Pleysier
Ary Pleysier, född den 16 april 1809 i Vlaardingen, död den 12 maj 1879 i Vreeland, var en holländsk marinmålare.
Pleysier ägnade sig mot sina föräldrars önskan åt målarkonsten för vilken han helt och hållet som autodidakt gjorde studier under sina många resor på Atlantiska oceanen och Medelhavet, 1847 åtföljde han exempelvis prins Henrik av Nederländerna på en sådan resa. "Hans taflor äro förträffliga i återgifvandet af vågornas klarhet och genomskinlighet samt af fartygens detaljer", heter det i Europas konstnärer. De flesta av dem befinner sig i privat ägo i England, Holland och Frankrike. 